# Iauanauás
Os iauanauás ou yawanawá são um  povo indígena que habita a Área Indígena Rio Gregório, no município de Tarauacá, no Oeste do estado do Acre, no Brasil. São, aproximadamente, 450 pessoas.

## Etimologia
O nome "Yawanawá" significa "Povo do Queixada".

## História
História: A Terra Indígena do Rio Gregório foi demarcada na década de 1980. Em 1993, a tribo realizou um acordo comercial com a empresa estadunidense Aveda para o fornecimento de urucum a ser utilizado na fabricação de cosméticos. Graças ao acordo, a tribo teve condições econômicas de resgatar sua cultura tradicional, que estava se perdendo. A Terra Indígena do Rio Gregório foi ampliada para 182 mil hectares em 2007 pela Fundação Nacional do Índio.
línguas: A língua Yawanawa pertence à família linguística pano, apresentando um alto nível de inteligibilidade com a de outros grupos pano como os Shanênawa, Yaminawá, Shawãdawa e Sainawa. Na atualidade, a maior parte da população é bilíngue, sendo o grau de conhecimento da língua indígena e do português definido pelas faixas etárias. Entre os mais velhos, é utilizada preferentemente a língua indígena, enquanto o domínio do português é reduzido, e nulo em alguns casos. Entre as crianças e pessoas mais novas dão-se três situações diferentes, dependendo fundamentalmente das famílias a que pertencem: aqueles que são bilíngues; aqueles que dominam o português mas entendem a língua indígena sem falá-la; e aqueles que são monolíngues em português. A população adulta domina ambas as línguas e tem na atualidade uma preocupação pela conservação da língua indígena.
2 curiosidades:
.Os principais rituais tradicionais dos Yawanawá são o Uni (Ayahuasca) e Rume (Rapé). Eles trazem cerimônias espirituais de purificação, reenergização cura.
.festival mariri yawanawá :Criado em 2000 para resgatar e preservar a cultura e os costumes ancestrais Yawanawá, o festival acontece anualmente na aldeia Mutum, durante 5 dias, no período de lua cheia, e varia de mês a cada ano.

## Economia
As principais atividades produtivas são a caça, pesca e agricultura de subsistência com o plantio de milho, mandioca, arroz e banana principalmente. Os Yawanawá têm se dedicado também à produção de urucum (bixa orellana) destinado à fabricação de cosméticos, à produção de óleos nativos como o de andiroba e à produção artesanal de móveis a partir de madeiras de árvores mortas.

## Formação
A formação étnica do povo Yawanawá conta com outros povos (ou clãs) da família linguística Pano (também chamados, de modo genérico, "Náwa"). São eles: Rununáwa ("povo-serpente"), Xawanáwa ("povo-arara"), Saináwa ("povo do grito, da palavra ou da canção"), Uxunáwa ("povo da garça branca"), Escunáwa ("povo do japó") e Catuquina, entre eles denominados Camãnawa ("povo da onça ou do cachorro", dependendo da fonte). Destes povos, os Escunáwa, Catuquina e Xawanáua possuem território próprio, sendo que os Escunáwa históricos passaram a ser denominados Xanenáua (ou Shanenawa) e também, erroneamente, Catuquina. Os demais acabaram sendo absorvidos pelos povos existentes. Entre os Yawanawá, contudo, há conhecimento de quais famílias pertencem a determinado povo (ou clã).                                                                                                                  

## Ligações Externas
- Acervo Etnográfico Museu do Índio - Iauanauás